# 嚴谷蓀書庫
嚴谷蓀書庫位於四川省成都市錦江區，文物遺址年代判定為清代。2007年6月1日公佈為四川省第七批文物保護單位。